# میروسلاو بون
میروسلاو بون (اوکراینی: Мирослав Іванович Бонь؛ زادهٔ ۱۶ فوریهٔ ۱۹۹۳) بازیکن فوتبال اهل اوکراین است.
از باشگاه‌هایی که در آن بازی کرده‌است می‌توان به باشگاه فوتبال اوورلا اوژهورود و باشگاه فوتبال دینامو کی‌یف اشاره کرد.
وی همچنین در تیم ملی فوتبال Ukraine-16 بازی کرده‌است.